# ديك أنتوني (موسيقي)
ديك أنتوني (بالإنجليزية: Dick Anthony)‏ هو موسيقي أمريكي، ولد في 8 ديسمبر 1932.